# Ізабела Арагонська, королева Португалії
Ізабе́ла (ісп. Isabel; 2 жовтня 1470—23 серпня 1498) — арагонська інфанта, королева Португалії (1497—1498). Принцеса Астурійська (1476—1478, 1497—1498). Представниця Трастамарського дому. Народилася в Дуеньясі, Кастилія. Донька арагонського короля Фернандо II і кастильської королеви Ізабелли I. Дружина португальського принца Афонсу (1490—1491) і португальського короля Мануела I (з 1497). Народила від останнього принца Мігела, який не досяг повноліття. Померла в Сарагосі, Кастилія.

## Біографія

### Ранні роки
Ізабелла народилася 2 жовтня 1470 року в Дуеньясі, ставши первісткою в родині спадкоємця престолу Арагону Фернандо та кастильської інфанти Ізабелли за рік після їхнього весілля. Батьки тоді мешкали в палаці графів Буендіа, що в той час належав Педро Васкесу де Акунья, першому графу Буендіа, брату архієпископа Толедо. Новонароджена була названа на честь матері.
У 1474 році помер король Кастилії Енріке IV, не призначивши спадкоємця. Матір Ізабелли та Хуана Бельтранеха, що була видана в шлюб з королем Португалії, обидві претендували на престол. Війна точилася 5 років. Доки батьки були зайняті боями з португальцями, інфанта зростала в Сеговії. Дитиною вона була смиренною, слухняною та глибоко релігійною.
Під час військових дій, у 1476 році, кортеси, у Мадрігаль-де-лас-Альтас-Торрес, були приведені до присяги юній інфанті, визнаючи її спадкоємицею обох престолів. Ізабелла отримала титул принцеси Астурійської. Її матір Ізабелла I була фактично визнана королевою. Інфанта носила цей титул до народження брата Хуана у червні 1478 року.
У січні 1479 року батько посів престол Арагону.
В родині згодом народилося ще три донькиː Хуана, Марія та Катерина.
Алкасоваський договір, підписаний 4 вересня 1479 року, поклав край Війні за кастильський спадщину. Згідно з його пунктами, 9-річна інфанта Ізабелла в майбутньому мала стати дружиною 4-річного кронпринца Афонсу, єдиного законного сина короля Португалії Жуана II Досконалого. До досягнення повноліття діти мали виховуватися в Португалії, всі їхні витрати компенсувалися іспанськими монархами. Фактично, Ізабелла була заручницею виконання договору, проживаючи на ворожій території. Вона та Афонсу чотири роки мешкали в палаці родини Браганса в Моурі в Португалії близько іспанського кордону, перш ніж ця умова була відмінена і діти повернуті батькам. Значну частину юності принцеса провела у військових походах Фердинанда та Ізабелли, що завоювали мусульманські країни на півдні Іберійського півострову. Між іншим, інфанта була присутньою при капітуляції міста Баса Гранадського емірату.
Дівчина отримала гарну освітуː вивчала романські мови та Біблію, літературу, мистецтво, літургійні тексти.

### Перший шлюб

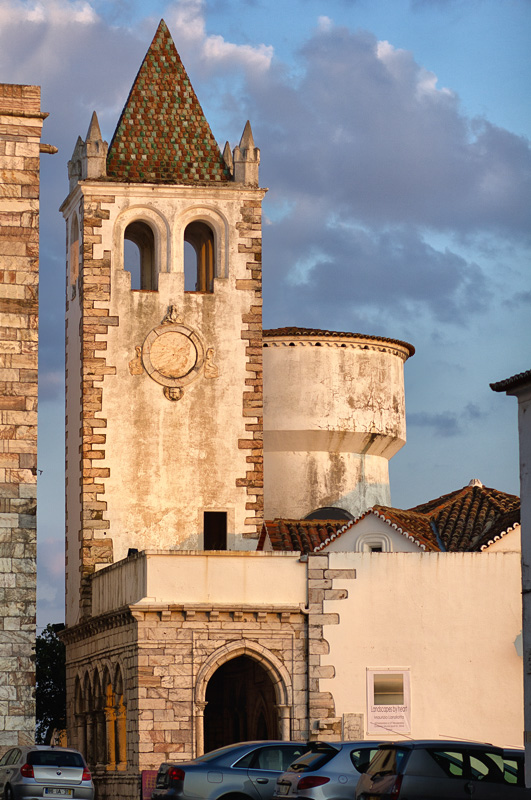
Каплиця Естремошського замку

Весілля Ізабелли та принца Афонсу відбулося через 11 років після укладення Алкасоваського договору. Вінчання мало місце в Ештремоші 3 листопада 1490 року.
Хоча подружній союз був наслідком політичних ігор, молодята швидко закохалися та були щасливі разом. Ізабелла також була популярною персоною королівської родини через знання місцевої мови та звичаїв, які засвоїла, проживаючи в країні з раннього віку.
Проте, оскільки спадкоємець тронів Арагону та Кастилії Хуан був дуже хворобливим юнаком, Ізабелла виступала найімовірнішою королевою цих країн в майбутньому. Так як вона була одружена зі спадкоємцем португальського престолу, вірогідним було об'єднання країн Іберійського півострову під юрисдикцією Португальського королівства. Католицькі монархи намагалися дипломатично розірвати цей шлюб, однак, враховуючи близькі стосунки португальського престолу з папою римським, їм це не вдалося. Тоді 16-річний Афонсу помер за загадкових обставин, впавши з коня, під час прогулянки берегом річки Тежу. Ізабелла була невтішна, а згодом дійшла висновку, що чоловік загинув через те, що Португалія надала притулок євреям, яких її батьки вигнали з іспанських володінь.
У шлюбі з Афонсу вона перебувала 9 місяців. Дітей у них не було.
За проханням батьків Ізабелли, Жуан II відправив її назад до Іспанії. Ізабела на знак жалоби відрізала своє прекрасне золотаве волосся, почала носити одяг з грубої мішковини та поринула у ревну релігійність, прикладаючи зусиль до голодувань та самобичування. Вона повідомила батьків, що більше ніколи не вступить у шлюб, а натомість піде в монастир.

### Другий шлюб
Після смерті Жуана II у 1495 році володарем Португалії став його кузен Мануел I Щасливий. Відразу після воцаріння він попросив руки Ізабелли. Фердинанд та Ізабелла запропонували йому натомість взяти за дружину їхню молодшу доньку, 13-річну Марію, однак Мануел вимагав Ізабеллу. Відносини країн зайшли у глухий кут, доки за два роки Ізабелла не погодилася взяти другий шлюб за умови, що Мануель вижене усіх євреїв з країни. Король вагався, оскільки захоплювався їхніми знаннями та був вдячним за фінансові послуги короні, однак зрештою погодився, і весілля відбулося.

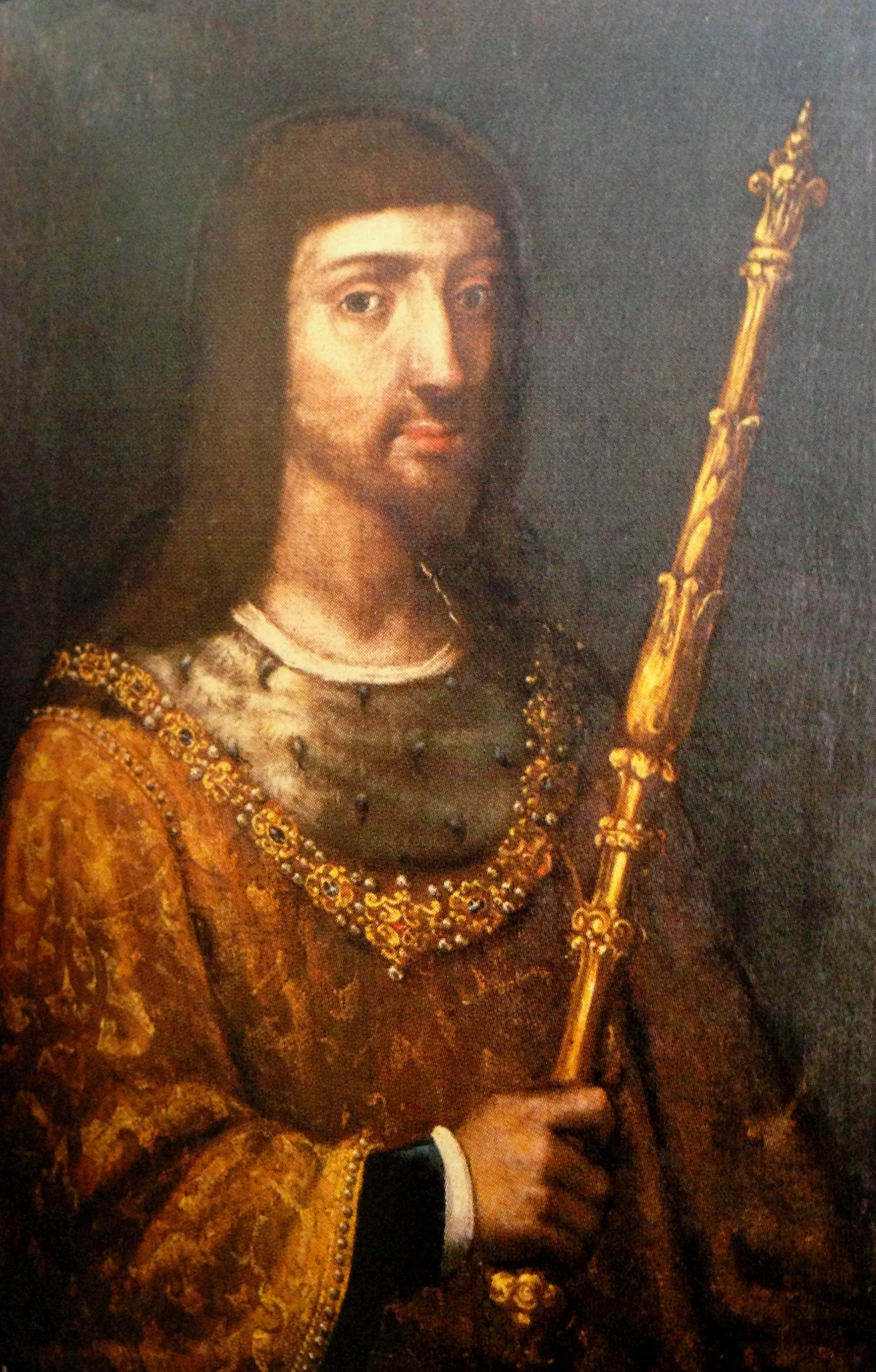
Мануель I Щасливий

13 вересня 1497 року королі прибули до міста Валенсія-де-Алькантара, де мало відбутися укладення шлюбу. Церемонія пройшла 30 вересня. За чотири дні у Саламанці помер 19-річний брат Ізабелли, інфант Хуан, залишивши вагітну дружину. За два місяці Маргарита Австрійська народила мертву дівчинку. Ізабелла знову стала першою в черзі на арагонський та кастильський трони. 
В цей час вони з Мануелем знаходились в Португалії. Батьки, навідавши доньку, впевнилися, що її становище залишається незміннимː вона перебуває в депресії та меланхолії. 
На п'ятому місяці вагітності Ізабелла повернулась до Іспанії, де кортеси мали знову принести їй присягу на вірність. В Кастилії 29 квітня 1498 року вона знову отримала титул принцеси Астурійської. В Арагонському королівстві таке рішення було отримати досить складно через салічний закон. Однак, оскільки Ізабела була вагітна, було вирішено почекати до народження дитини.
Ізабеллу під час вагітності охоплювали напади істерики, вона була певна, що не переживе пологів, і написала прощального листа чоловікові.
У серпні 1498 року у Сарагосі в присутності високопосадових осіб, як це і було прийнято, королева народила хлопчика Мігела , який помер у ранньому віці. Через постійний піст та самозречення організм Ізабелли був дуже послабленим. Вона померла впродовж години після пологів, як і передчувала. Королева просила поховати її у чернечому одязі у монастирі Санта-Ісабель в Толедо, що було виконано.
З її смертю шанси на кастильський престол у Мануела зникли. Єдиним сподіванням став їхній маленький син, що ставав спадкоємцем тронів Кастилії, Арагону та Португалії. Однак хлопчик помер у дворічному віці.
Після цього Мануел I Щасливий одружився із сестрою Ізабелли — Марією Арагонською, руку якої колись пропонували йому католицькі монархи.

## Родина
Чоловік — Мануел I (1469—1521), король Португалії (1495—1521)
Діти:
- Мігел (1498—1500), принц Португальський (1499—1500)

## В мистецтві
- У фільмі Мануеля де Олівейри «Ні, або Марна слава командування» («Non, ou a Vã Gloria de Mandar») 1990 року роль Ізабелли виконує Лола Форнер.